# Serenity (film, 2005)
Serenity je americký sci-fi film z roku 2005 od společnosti Universal Pictures. Jeho autorem i režisérem je Joss Whedon, který tímto snímkem navázal na svůj televizní seriál Firefly, jenž byl krátce vysílán v letech 2002 a 2003. Dějová linie mezi těmito dvěma díly vede přes komiks Serenity: Those Left Behind, který fanouškům vysvětluje některé změny mezi seriálem a filmem. V celovečerním snímku se příběh točí okolo mladé díky River, která nedobrovolně podstoupila lékařské zákroky na svém mozku. Po záchraně svým bratrem Simonem oba cestují na transportní vesmírné lodi Serenity, které velí válečný veterán Mal Reynolds, jenž nesouhlasí se současným režimem vládnoucí Aliance. Po stopě River se vydá zvláštní alianční agent, mezitím však posádka Serenity zjistí znepokojivé skutečnosti, které vláda Aliance před svými občany utajuje a které se rozhodnou sami lidstvu zveřejnit.
Film Serenity byl do kin v USA uveden 30. září 2005, na DVD vyšel premiérově 20. prosince 2005. V Česku byla lokalizovaná verze DVD vydána 1. května 2006.

## Příběh
Lidstvo opustilo přelidněnou a zdecimovanou Zemi a přesunulo se do nového vícenásobného hvězdného systému, kde kolonizovalo mnoho planet a měsíců.
Aliance před několika lety vyhrála válku s koloniemi, méně civilizovanými planetami u okrajů hvězdného systému. River Tam je jedním z nejslibnějších mladých lidí, kteří byli proti své vůli mentálně i fyzicky vylepšeni aliančními vědci. Je zachráněna svým bratrem Simonem a oba najdou útočiště na Serenity, transportní lodi třídy Firefly, které velí nájemný pistolník Mal Reynolds, válečný veterán Nezávislých. Zvláštní alianční agent (anglicky The Operative) je v roce 2518 pověřen nalezením a zabitím River, neboť vysocí politici byli omylem vystaveni jejím psychickým schopnostem, takže se mladá dívka mohla dozvědět přísně tajné skutečnosti (předchozí agenti s modrými rukavicemi neuspěli).
Na palubě Serenity se Mal rozhodne vzít s sebou do skupiny na bankovní loupež i River, ačkoliv její bratr, který se o ni stará, nesouhlasí. Během akce jsou napadeni přiletivšími Pleniteli (anglicky Reavers), zdivočelými, šílenými a barbarskými lidmi, kteří jedí své oběti za živa. Uniknou jim, ale Simon prohlásí, že on s River opustí na příští zastávce loď. Po přistání na planetě Beaumonde se chystají odejít, zatímco Mal se v baru setká s dvojčaty Fantym a Mingem, pro které prováděl onu loupež. Do podniku přijde i River, jedna reklama v puštěné televizi však zapříčiní, že dívka zničeho nic zaútočí efektivním bojovým uměním na barovou ochranku. Jen těsně předtím, než se chystá zastřelit Mala, dorazí Simon a vykřikne „ochranný výraz“, díky kterému jeho sestra usne. Všichni se vrátí zpět na loď, nicméně incident zachytila průmyslová kamera. Posádka kontaktuje samotářského hackera, který je známý jako Mr. Universe. Když analyzuje reklamu, zjistí co vyvolalo takovou reakci River. Objeví podprahovou zprávu, která byla vysílána po celém prostoru Aliance, aby dívku spustila jako zbraň. Rovněž si všimne, že River před zaútočením zašeptala slovo „Miranda“.
Posádka se prozatím ukryje na měsíci Haven, důlní kolonii, kam nedávno odešel pastor Book, jenž několik měsíců cestoval na Serenity. Mal obdrží hovor od Inary, rovněž bývalé cestující, která mu nabízí práci. Kapitán je přesvědčen, že je to past, nicméně protože ona je v nebezpečí, rozhodne se dorazit do jejího útočiště ve výcvikovém domě společnic na jiné planetě. Tam se setká s aliančním agentem, který mu slíbí, že může svobodně odejít, pokud mu přenechá River. Mal jej odmítne a po krátkém vzájemném zápasu díky pomoci Inary dokáží oba uniknout. Na palubě lodi následně po dalším násilném chování River odhalí, že Miranda je odlehlá planeta, která se kvůli nezdařené terraformaci údajně stala neobyvatelnou. Serenity se vrátí na Haven, posádka mezitím přemýšlí o svém dalším kroku. Po příletu k měsíci však zjistí, že kolonie byla zničena a obyvatelé, včetně pastora Booka, zmasakrováni. Dalším zjištěním je, že agent pozabíjel i další Malovy kontakty, aby Serenity neměla bezpečný úkryt. Slibuje mu, že jej bude pronásledovat tak dlouho, dokud nedostane River. Kapitán se rozhodne odletět na Mirandu, aby odhalil pravdu o celé situaci.
Cesta na Mirandu vede přes prostor hemžící se Pleniteli, Mal se tedy rozhodne zamaskovat svoje plavidlo za loď Plenitelů, proti čemuž silně protestuje jeho pobočnice Zoe. Po průletu nebezpečným prostorem s flotilou plenitelských lodí objeví posádka Serenity obyvatelnou planetu s několika moderními městy a s tisícovkami mumifikovaných lidských těl. Díky nálezu nahrávky aliančního průzkumného týmu odhalí, že do vzduchového systému měst nechala Aliance vypustit experimentální plyn, který byl navržen pro potlačení agrese obyvatel. Ten však na lidi účinkoval tak silně, že kolonisté se stali tak krotkými, že přestali mluvit, jíst, rozmnožovat se a vůbec cokoliv dělat a pak v totální nečinnosti jednoduše zemřeli. Nicméně na malou část populace měl plyn opačné účinky, stali se agresivními, násilnými a krvelačnými, stali se Pleniteli.
Posádka kontaktuje Mr. Universe, aby zařídil odvysílání objeveného záznamu napříč hvězdným systémem. U hackera se ale již nachází zvláštní agent, který jej pod příslibem úplatku donutí vylákat Serenity k sobě, nicméně poté jej zabije. Kapitán Reynolds opět předpokládá, že se jedná o past, takže během průletu prostorem Plenitelů nechá střílet po jednom z jejich plavidel. Plenitelé začnou pronásledovat Serenity k planetě Mr. Universe, kde narazí na Alianci očekávající pouze samotnou Reynoldsovu loď. Mezi alianční a plenitelskou flotilou začne bitva, hlavní agentova loď je při ní zničena, ten však dokáže uniknout v záchranném modulu. Serenity je poškozena pronásledujícím plenitelským plavidlem, dokáže však přistát v areálu Mr. Universe. Krátce poté je při útoku Plenitelů na loď zabit pilot Wash, ostatní uprchnou. Mr. Universe najdou mrtvého a jeho vybavení zničené, Mal však díky zprávě nahrané umírajícím hackerem objeví jeho tajný záložní vysílač. Zbytek posádky se mezitím připravuje bránit jediný vstup před Pleniteli, aby získali pro kapitána čas na odvysílání záznamu. Po prvním útoku, který odrazí střelbou, ustoupí do chodby za mohutné dveře, které se však zaseknou a zůstanou tak částečně otevřené. Zoe a Kaylee jsou zraněné, postřelen je i Simon. Začne se své sestře omlouvat, že selhal, River se slzami v očích odvětí, že nyní je řada na ní, aby se o něj postarala. Proskočí otvorem, prohodí zpět Simonovu lékařskou brašnu a venkovním zavíracím mechanismem dovře dveře, zároveň se kolem ní vyrojí Plenitelé, kteří ji odtáhnou pryč.
Mal dosáhne obtížně přístupného záložního vysílače, nicméně agent je mu v patách. V souboji je kapitán těžce zraněn, dokáže však zneškodnit protivníka, připoutá ho k zábradlí a donutí ho podívat se na nahrávku, kterou zároveň odvysílá do celé soustavy. Mal se vrátí ke své posádce ukryté v chodbě, poté se otevřou dveře, v nichž stojí nezraněná River, která sama pozabíjela všechny Plenitele. Zeď za ní exploduje a do komplexu vběhnou alianční vojáci. Agent po zhlédnutí nahrávky uzná svoji porážku a fakt, že jeho vize „lepšího světa“ je v podstatě chybná, a nařídí svým mužům ustoupit a ošetřit zraněnou Malovu posádku.
Posádka pohřbí své mrtvé známé (pastora Booka, Washe a Mr. Universe) na Havenu a na planetě Persephone si nechá opravit Serenity. Kaylee a Simon se dají opět dohromady, agent, který byl oním záznamem z Mirandy zbaven iluzí, řekne Malovi, že uvedl v parlamentu, že od River již politikům nic nehrozí. Aliance sice byla tou odvysílanou nahrávkou oslabena, ale on sám nemůže Malovi zaručit, že po nich vláda znovu nepůjde. Serenity poté odletí s River jakožto Malovou kopilotkou.

## Obsazení

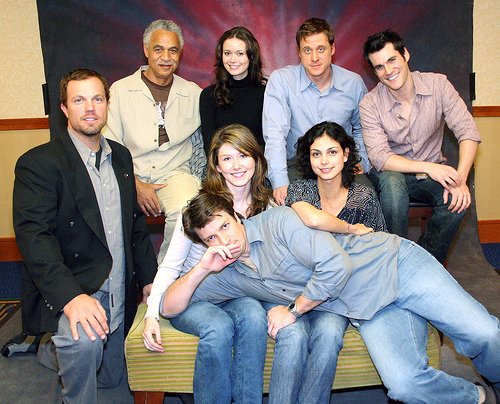
Představitelé posádky lodě Serenity. V popředí ležící: Nathan Fillion; druhá řada zleva: Adam Baldwin, Jewel Staite, Morena Baccarin; třetí řada zleva: Ron Glass, Summer Glau, Alan Tudyk, Sean Maher. Chybí Gina Torres.

- Nathan Fillion (český dabing: Jan Šťastný) jako Malcolm „Mal“ Reynolds, bývalý seržant Nezávislých, veterán války o sjednocení. Nyní, po prohrané válce, se pokouší přežít nezávisle na Alianci, je kapitánem vlastní transportní lodi Serenity.
- Gina Torres (český dabing: Martina Hudečková) jako Zoe Washburne, pobočnice Mala a jeho bývalá spolubojovnice z války v hodnosti desátníka. Je mu zcela loajální, stále jej oslovuje „pane“. Manželka Washe.
- Alan Tudyk (český dabing: Tomáš Juřička) jako Hoban „Wash“ Washburne, pilot Serenity a Zoein manžel. Často je jedním z mála racionálně uvažujících lidí na lodi.
- Morena Baccarin (český dabing: René Slováčková) jako Inara Serra, společnice, která měla dříve v pronájmu jeden z raketoplánu Serenity. S Malem chovají vůči sobě nevyslovené city.
- Adam Baldwin (český dabing: Ludvík Král) jako Jayne Cobb, žoldák zručný se zbraněmi, který je využíván při přestřelkách nebo při potřebě hrubé síly.[2] Jayne působí většinu času natvrdle, nicméně může být chytřejší, než si přiznává.[3] Jak několikrát přiznal Joss Whedon, je to postava, která klade otázky, jež nikdo jiný nechce vyslovit.[4]
- Jewel Staite (český dabing: Miroslava Součková) jako Kaywinnet Lee „Kaylee“ Fryeová, mladá lodní mechanička, která má se stroji intuitivní, téměř symbiotický vztah a je tedy, takříkajíc, mechanickým čarodějem. Trvale má radostnou náladu a je zamilovaná do Simona.
- Sean Maher (český dabing: Filip Jančík) jako Simon Tam, starší a milující bratr River, kterou pomohl zachránit ze zařízení Aliance. Společně s ní se dostal na Serenity, kde byli dobře přijati ostatními členy posádky. Protože předtím pracoval jako chirurg, na palubě působí jako doktor. Jeho život se nyní točí okolo sestřiných potřeb.[3]
- Summer Glau (český dabing: Anežka Pohorská) jako River Tam, sedmnáctiletá dívka, telepatka disponující i dalšími zvláštními schopnostmi. Byla přijata na Akademii Aliance, kde však nedobrovolně podstupovala lékařské experimenty a vymývání mozku. Hlavním motivem filmu je hon Aliance za River. Abstraktněji se film dá označit jako „příběh o Malovi, tak, jak jej vypověděla River“.[5]
- Ron Glass (český dabing: Bohuslav Kalva) jako Derrial Book, pastor či kněz se záhadnou minulostí, který byl v minulosti po určitou dobu cestujícím na Serenity.
- Chiwetel Ejiofor (český dabing: Bohdan Tůma) jako agent (anglicky The Operative), nemilosrdný zvláštní tajný agent Aliance, který dostal za úkol jít po stopě River a Simona. Ačkoli Ejiofor byl první na režisérově seznamu, studio chtělo někoho známějšího. Whedonovi se nicméně nakonec podařilo svoji představu prosadit.[6]
- David Krumholtz (český dabing: Libor Terš) jako Mr. Universe, samotářský „techno-geek“ s dobrým vztahem s posádkou Serenity, zejména s Washem. Mr. Universe žije se svou robotkou, kterou si vzal za ženu, a monitoruje signály po celé hvězdné soustavě.

## Produkce

### Vývoj

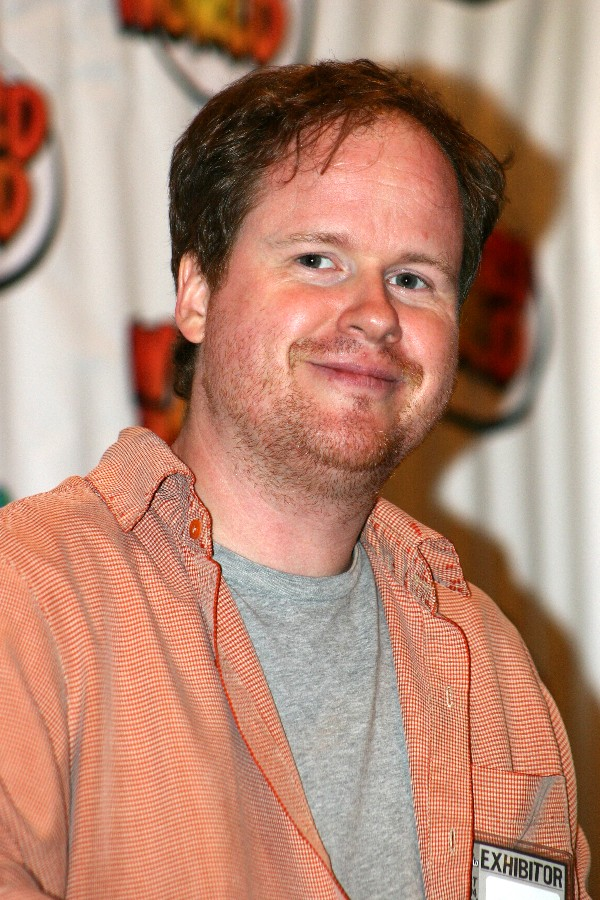
Joss Whedon, tvůrce, scenárista a režisér Serenity

Film je založen na televizním seriálu Firefly, který byl společností Fox Broadcasting Company zrušen v prosinci 2002 po odvysílání devíti z patnácti natočených epizod. Když nevyšly pokusy prodat seriál jiné stanici, pokusil se jeho tvůrce Joss Whedon prodat námět jako film. Díky obchodnímu kontaktu byl představen Mary Parentové z Universal Studios, která zhlédla epizody na DVD a okamžitě s ním podepsala smlouvu. V červnu 2003 potvrdili tuto dohodu na oficiálním internetovém fóru Firefly herci Nathan Fillion a Adam Baldwin, sám Whedon ji uvedl také v několika rozhovorech.

### Scénář
Whedon začal psát scénář již v létě 2003, na začátku září toho roku koupil Universal filmová práva od Foxu. Whedonovým úkolem bylo vysvětlit a doplnit příběh ze seriálu tak, aby nenudil nové diváky ani věrné fanoušky. Využil k tomu ideu děje pro plánovanou, ale nerealizovanou druhou řadu Firefly. Původní verze scénáře měla 190 stran a pokusila se uvést všechny hlavní dějové linie ze seriálu. Po prezentaci scénáře (pod názvem „The Kitchen Sink“, česky kuchyňský dřez) studiu byl autor požádán o jeho zkrácení na délku, kterou by bylo možné natočit s poskytnutým rozpočtem. Studio plánovalo začátek filmování na říjen 2003, nicméně zpoždění v dokončování scénáře posunulo natáčení na červen 2004. Joss Whedon se rovněž stal režisérem snímku.
Úvodní sekvence filmu několikrát změnila svoji podobu od tradiční narativní až po scénu ve školní třídě, která byla nakonec divákovi prezentována, jako nesouvislé vzpomínky River. Podle Whedona funguje tento přístup tematicky dobře, protože ukazuje poškozenou mysl této mladé dívky. Jakmile se příběh dostane na samotnou Serenity, použil Whedon dlouhý, několikaminutový záběr steadicamu, aby vytvořil pocit „bezpečí“ a také aby uvedl každou postavu na lodi a představil její osobnost a motivaci.

### Natáčení

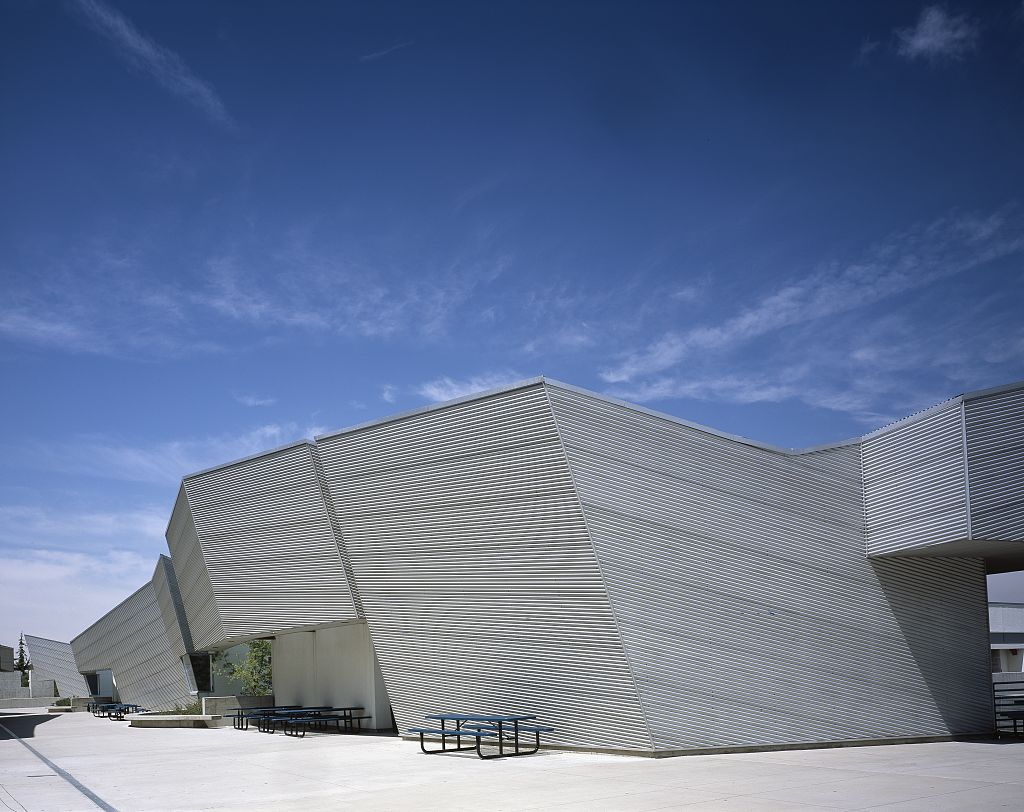
Areál Diamond Ranch High School byl využitý pro natočení exteriérů Mirandy

Ačkoliv Universal souhlasil s filmem, nebyl ochotný utratit 100 milionů dolarů, které byly běžné za příběh z vesmíru. Whedon studio přesvědčil, že jej dokáže vytvořit za menší částku a zvládne to za 50 dní, namísto typických 80. Snímek dostal od studia zelenou 3. března 2004 s rozpočtem 39 milionů dolarů. Produkce chtěla pro ušetření peněz točit mimo Los Angeles, nicméně Whedon trval na tomto městě.
Hlavní natáčení začalo 3. června 2004. Pro odlišení od seriálu byl zvolen název Serenity, kromě toho Fox stále vlastnil práva pro jméno Firefly. Do filmu se vrátilo všech devět hlavních postav ze seriálu, dvě z nich však v průběhu děje zemřou. Pro Summer Glau, před herectvím původně se věnující baletu, vytvořil koordinátor kaskadérů Chad Stahelski, student Jeet Kune Do pod vedením Dana Inosanta, upravený bojový styl, který vznikl kombinací kung-fu, kickboxu a prvků baletu, čímž vytvořil „baletní“ bojové umění.
Pro snížení nákladů nemohl být použit původní set dekorací interiéru vesmírné lodi Serenity, který byl krátce po zrušení seriálu zlikvidován a který tak musel být postaven znovu na základě snímků z DVD Firefly. Exteriéry představující Mirandu byly natáčeny v areálu střední školy Diamond Ranch High School v Pomoně.
Natáčení bylo dokončeno 26. srpna 2004.

### Výprava
Kresby s konceptem vzhledu Plenitelů vytvořil komiksový ilustrátor Bernie Wrightson, spolutvůrce Swamp Thing. K dalším komiksovým umělcům, kteří se podíleli na výpravě, byli např. Joshua Middleton a Leinil Francis Yu (knižní průvodce Serenity: The Official Visual Companion).
Kostýmy ve filmu byly ovlivněny stylem divokého západu: převládaly hnědé barvy a přírodní materiály jako vlna, bavlna a kůže. Některé kostýmy také reflektovaly propojení barev a krásy z východní, jižní a jihovýchodní Asie a Indie, vlivy americké občanské války, konce 19. století a také recese ve 30. letech 20. století. Malovy kšandy jsou ovlivněny stylem z doby druhé světové války. Oblečení příslušníků Aliance v seriálu i filmu (ve skutečnosti se jednalo o uniformy původně použité ve filmu Hvězdná pěchota) je monoliticky jednobarevné, podobné uniformám Galaktického impéria z filmové série Star Wars. Snímek je ovlivněn westernovou výpravou, zejména díly ze 70. a 80. let 20. století situovanými na divoký západ, jako byl např. seriál Little House on the Prairie. Stísněný interiér samotné lodi Serenity měl předlohu v „opotřebované budoucnosti“ v podobě vesmírné lodi Millennium Falcon ze Star Wars, nicméně tvůrci zašli ještě dále. V podobném stylu jako film Star Wars: Epizoda IV – Nová naděje vytváří Serenity vzhled nedokončené práce nebo „použité budoucnosti“, jak tento charakter označil tvůrce Star Wars George Lucas.
Budoucnost představená v Serenity má dvě politická a kulturní centra: anglo-americké a čínské. Postavy mluví anglicky a čínsky, přičemž druhý zmíněný jazyk používají především pro silné nadávky. Ačkoliv jsou dominantní tyto dva jazyky, zazní ve filmu i ruština. Simon jako „ochranný výraz“ zakřičí na svoji sestru větu „eto kuram na smech“ („Это курам на смех“), což je ruský idiom pro „to je směšné“. Vizuálně bylo po celém filmovém univerzu prezentováno i japonské písmo katakana, na nálepce na palubě lodi se objevilo i arabské slovo „الدحار“ (al-dHār).

### Vizuální efekty
Protože byl rozpočet značně menší, než u jiných sci-fi filmů, bylo užití počítačových efektů (CGI) zmenšeno na minimum. Pokud to bylo možné, byly dekorace a rekvizity vyrobeny hmotně, nikoliv graficky na počítači. Největší technickou výzvou byla scéna s honičkou ve vznášedle, které postavy označují jako mulu. Z finančních důvodů bylo využití kardanova závěsu a CGI, jako u závodů ve snímku Star Wars: Epizoda I – Skrytá hrozba, vyloučeno a produkční tým musel najít alternativu. Místo toho štáb vybavil jeden přívěs bočním samonosným ramenem, ke kterému bylo upevněno „vznášedlo“, přičemž scéna byla natáčena za jízdy na silnici Templin Highway severně od Santa Clarity. Supervizor vizuálních efektů Loni Peristere uvedl, že běžně by podobná scéna byla natáčena 30 dní, zatímco jejich tým to zvládl během pěti dnů. Společnost Zoic Studios, která vytvářela grafiku pro seriál Firefly, využila ve filmu přepracovanou verzi počítačového modelu lodě Serenity, protože televizní model plavidla by neobstál ve vysokém rozlišení v kinech a na domácích obrazovkách.

### Hudba
Filmovou hudbu složil David Newman, který také při jejím nahrávání řídil orchestr Hollywood Studio Symphony. Podle Whedona byl Newman doporučen studiem, když režisér požadoval hudebníka schopného „čehokoliv“. Whedonovy instrukce pro Newmana zněly, aby vytvořil domácké a tklivé hlavní téma Serenity, u kterého by diváci poznali, že jsou „doma“, a které by evokovalo ideu pionýrů, kdy každý měl jen to, co unesl. Oficiální soundtrack vyšel na CD krátce před vydáním filmu, nebyla však do něj zahrnuta akustická kytarová verze skladby „The Ballad of Serenity“ (ze seriálu Firefly), jež byla použita při závěrečných titulcích snímku.

### České znění
Český dabing Serenity byl vyroben v roce 2005 tvůrčí skupinou Josefa Petráska pro Universal Pictures. Film přeložili Milan Stejskal a Pavel Zatloukal, režisérem se stal Martin Těšitel.

## Vydání

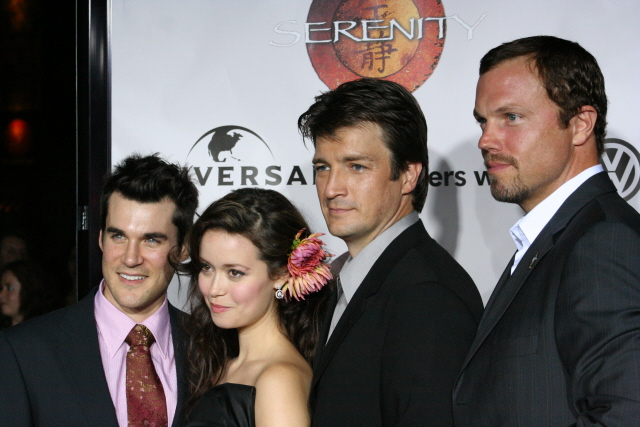
Sean Maher, Summer Glau, Nathan Fillion a Adam Baldwin při prezentaci filmu Serenity

Ještě na konci září 2004 bylo na oficiálních stránkách filmu zveřejněno plánované uvedení do kin 22. dubna 2005, nicméně následující měsíc došlo k posunu data premiéry na 30. září 2005. Trailer k filmu byl na internetu vydán 26. dubna 2005.
Studio zvolilo netradiční propagační kampaň, při které v průběhu května a června 2005 proběhlo v celkem 35 amerických městech promítání dosud nehotového snímku; zájem o ně byl velmi vysoký a vstupenky byly většinou rychle vyprodány. Města byla vybrána podle toho, kde byla sledovanost seriálu Firefly nejvyšší.
Slavnostní premiéra dokončeného filmu se uskutečnila na Mezinárodním filmovém festivalu v Edinburghu 22. srpna 2005, přičemž o dva dny později následovaly prezentační projekce ve Spojeném království a v Irsku. Některých promítání v USA, Austrálii (zkušební projekce v červenci a srpnu) i v Evropě se zúčastnil režisér a scenárista Joss Whedon s herci, přičemž po filmu následovaly debaty s diváky.
Do kin byl snímek uveden 29. září 2005 v Austrálii, o den později v USA. V Česku měl mít film premiéru 24. listopadu 2005, nicméně jeho uvedení do kin bylo zrušeno.
V únoru 2006 začali fanoušci (s povolením Universal Studios) organizovat charitativní promítání snímku na podporu Equality Now, nevládní lidskoprávní organizace, kterou podporuje Joss Whedon. Tato akce s názvem „Serenity Now/Equality Now“ vyústila v projekci filmu ve 47 městech v USA, v Austrálii, ve Spojeném království a na Novém Zélandu. V roce 2007 byl změněn název na „Can't Stop the Serenity“, přičemž akce pokračovala i v následujících letech a do konce roku 2013 bylo vybráno přes 800 tisíc dolarů.

### Marketing
Pro podporu filmu bylo vydáno několik souvisejících produktů. V průběhu července, srpna a září 2005 vyšel třídílný komiks Serenity: Those Left Behind, jehož autory jsou Joss Whedon a Brett Matthews. Toto dílo vytváří dějové propojení mezi událostmi v seriálu a ve filmu. V nakladatelství Pocket Star vyšel 30. srpna 2005 románový přepis nového filmu od Keitha R. A. DeCandida. O den později vydalo nakladatelství Titan Books oficiálního knižního průvodce od Josse Whedona Serenity: The Official Visual Companion. Vznikla rovněž RPG hra Serenity Role Playing Game (autor Jamie Chambers, nakladatelství Margaret Weis Productions).
Joss Whedon také vytvořil virální marketingovou kampaň, když se mezi 16. srpnem a 5. zářím 2005 postupně na internetu objevila série pěti krátkých videí, která jsou známá jako „R. Tam sessions“. Zobrazují části několika pohovorů River s psychologem (hraje jej sám Whedon) v době, kdy se dívka nachází v Akademii Aliance, kde jsou na ní prováděny lékařské zákroky a úpravy jejího mozku. V roce 2007 byla souborná kompilace všech videí o délce necelých osmi minut zařazena pod názvem „Session 416“ jako bonus na sběratelskou edici DVD Serenity.

### Vydání pro domácnosti
Film Serenity byl pro domácnosti v Severní Americe vydán 20. prosince 2005 na DVD (region 1), UMD a VHS. Kromě samotného snímku obsahovalo DVD také audiokomentář Josse Whedona, vystřižené a pokažené scény a tři krátké dokumenty. Dvojdisková DVD verze, doplněná o další bonusy, byla 6. února 2006 vydána v Austrálii (region 4) a 27. února 2006 v Evropě (region 2).
Na HD DVD vyšel film, jako jeden z prvních na tomto formátu, dne 18. dubna 2006, disk obsahoval bonusy z americké verze DVD. Pro region 1 vyšla sběratelská dvojdisková edice DVD Serenity dne 21. srpna 2007 (s původním i novým bonusovým materiálem), na BD byl film (opět s dalšími novými bonusy) vydán 30. prosince 2008. Dne 28. června 2011 vyšlo společné balení s DVD i BD diskem a s kódem pro možnost stažení z internetu.
V Česku byla lokalizovaná verze DVD (kromě původního znění i s českým dabingem a českými titulky) vydána distributorem Bontonfilm 1. května 2006 (pro půjčovny), resp. 31. května 2006 (do prodeje). Českou televizní premiéru si snímek odbyl 28. června 2008 na kabelové stanici Cinemax, na široce dostupném kanále potom 27. listopadu 2009 (Prima).

## Přijetí

### Tržby
Navzdory kladnému hodnocení kritiky, vyprodaným fanouškovským projekcím nedokončeného snímku a velkému očekávání byly tržby nízké. Někteří odborníci předpovídali, že Serenity bude v USA nejvýdělečnějším filmem během svého úvodního víkendu, nicméně během něj dosáhla pouze druhé příčky s tržbami 10,1 milionu dolarů. Celkem dva týdny strávil snímek v žebříčku top ten, jeho projekce byly ukončeny 17. listopadu 2005 s celkovými domácími tržbami 25,5 milionu dolarů. Analytik filmového průmyslu Brandon Gray označil tento výsledek za „podobný podprůměrným filmům tohoto žánru“.
Mezinárodní tržby Serenity byly různé. Dobré výsledky si připsal ve Spojeném království, v Portugalsku a Rusku, očekávaných částek nedosáhl ve Španělsku, Austrálii, Francii či Itálii. Distributor United International Pictures zrušil uvedení v kinech minimálně v sedmi státech, místo toho tam chtěl snímek vydat přímo na DVD. Tržby mimo USA dosáhly částky 13,3 milionů dolarů, takže celkové celosvětové tržby činily 38,9 milionu dolarů, což je o trochu méně, než byl 39milionový rozpočet filmu, který však nezahrnuje částku na propagaci a reklamu.

### Filmová kritika
Od filmové kritiky dostal snímek většinou pozitivní hodnocení. Na serveru Rotten Tomatoes obdržel hodnocení 82 % na základě 179 recenzí, konsensuální hodnocení webu zní: „Řízné dialogy a praštěné postavy dělají z této mýdlové opery z divokého Divokého západu [sic], odehrávající se ve vesmíru, zábavu a dobrodružství.“ Server Metacritic udělil filmu na základě 34 recenzí hodnocení 74 %. Server Kinobox.cz shromáždil tři recenze z českých internetových stránek s průměrným hodnocením 77 %.
Roger Ebert a Richard Roeper dali snímku hodnocení „dvou palců nahoru“, sám Ebert v deníku Chicago Sun-Times ohodnotil Serenity třemi ze čtyř možných hvězd s komentářem, že „[film] je vytvořen z nepřesvědčivých, ale energických speciálních efektů, neuvěřitelné rychlosti, velké představivosti, občasných šibalských slovních vtipů a trochy politické satiry“. Poznamenal, že „snímek působí jako kritika současné společnosti“, a také uvedl, že v této oblasti je podobný románům Konec civilizace a 1984. Noviny The San Francisco Chronicle označily film jako „triumf“, zatímco The New York Times jej popsaly jako skromný, ale skvělý sci-fi film. Podle spisovatele Orsona Scotta Carda se jedná o „nejlepší sci-fi film vůbec“. Také uvedl: „Jestli nemůže být Enderova hra takovýmto typem filmu a takto dobrým filmem, tak jej ani nechci vytvořit. Radši se prostě podívám znovu na Serenity.“
Někteří recenzenti cítili, že film nebyl schopen překonat svůj televizní původ a že nedosáhl úspěšného přechodu na velké plátno. Deník USA Today napsal, že „postavy jsou celkově nezajímavé a povrchové a futuristický, jakoby westernový styl je jednotvárný“, zatímco podle magazínu Variety se film „točí kolem několika nezapomenutelných efektů, místo aby se sám celkově vznášel“.

### Ocenění
Film Serenity získal v roce 2006 cenu Nebula v kategorii Nejlepší scénář, cenu Hugo v kategorii Nejlepší dlouhé hrané představení a cenu Prometheus v kategorii Speciální ocenění.
Dále se například stal na základě hlasování diváků filmem roku v britském televizním pořadu Film 2005 a filmem roku v britském magazínu FilmFocus. Vyhrál v kategoriích Nejlepší sci-fi, Nejlepší příběh a Nejlepší trailer na serveru IGN, v uživatelských cenách serveru Rotten Tomatoes s názvem User Tomato Awards získal ocenění v kategorii Nejlepší sci-fi/fantasy film roku 2005. K dalším oceněním paří Spacey Awards v kategorii Oblíbený film diváků, Calvin Award (na serveru Box Office Prophets) v kategorii Nejlepší film či nejlepší sci-fi film všech dob podle hlasování čtenářů v britském magazínu SFX.

### Témata a kulturní odkazy

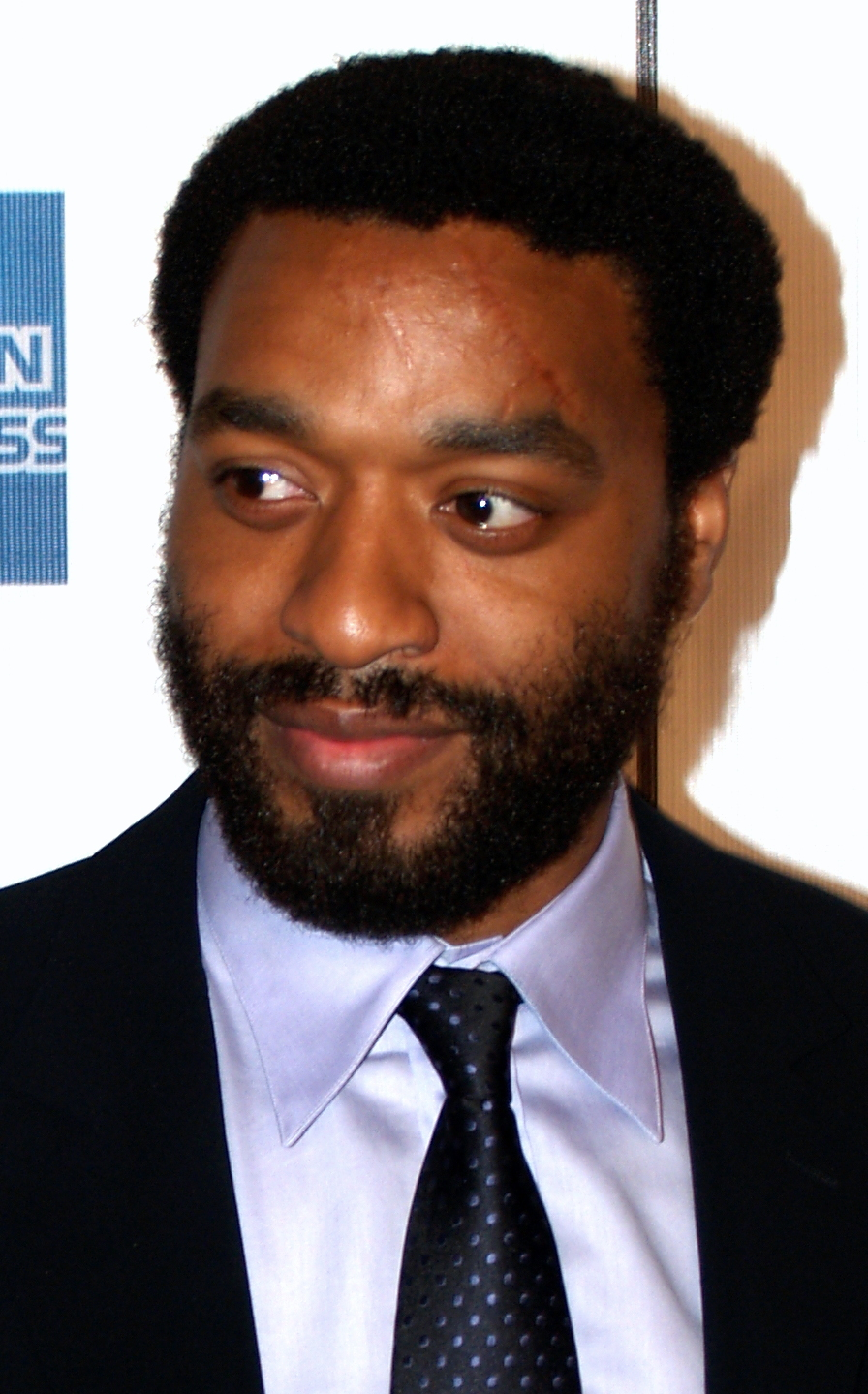
Chiwetel Ejiofor hraje ve filmu Serenity aliančního agenta

Zatímco film zobrazuje Alianci jako všemocný autoritářský režim, sám Joss Whedon opatrně poukazuje na fakt, že to není tak jednoduché. Uvádí, že „Aliance není nějaká zlá říše“, ale spíše do značné míry přívětivá byrokratická síla. Jejím hlavním problémem je, že chce vládnout všem, bez ohledu na to, zda dotyční chtějí patřit pod centrální vládu, či nikoliv. Posádka Serenity, a zejména Mal a jeho životní styl, reprezentuje ideu lidí, kteří chtějí mít svá práva svobodně se rozhodnout, i kdyby tato rozhodnutí byla chybná.
Agent ztělesňuje Alianci a je, jak uvedl Whedon, „dokonalým produktem toho, co je špatného na Alianci“. Je někým, jehož motivy chtějí dosáhnout dobrého konce, „světa bez hříchu“. Agent věří této ideji tak silně, že jí ochotně zpronevěřuje svoje lidství – pokud by odmítl, neměl by podle sebe na tomto světě co dělat. V kontrastu s ním je na začátku snímku Mal mužem, který ztratil veškerou svoji víru. Na konci filmu již Mal silně něčemu věří – svobodě jedince, za kterou je ochoten položit i svůj život.
Podle Whedona zazní nejdůležitější věta ve filmu, když Mal donutí agenta se podívat na záznam z Mirandy a slibuje mu: „Ukážu ti svět bez hříchu.“ Joss Whedon poukázal, že svět bez hříchu je svět bez možnosti volby a že volba je v podstatě tím, co definuje lidství. Planetu Miranda pojmenoval podle Mirandy ze Shakespearovy hry Bouře, která v pátém jednání, scéně první říká: „Krásný nový svět / a krásní lidé na něm!“ Aliance doufala, že Miranda by mohla být novým typem světa, plného míru, šťastných lidí, kteří by reprezentovali „přihlouplý optimismus Aliance“.
Televizní reklama na tyčinku Fruity Oaty je částečně inspirována Mr. Leskem, maskotem fiktivní značky přípravku do myček nádobí z epizody „V tebe věříme, ó Marge“ seriálu Simpsonovi. V době, kdy byla reklama navrhována, se Whedon neustále ptal animátorů, jestli by ji nemohli přepracovat na ještě bizarnější verzi, než právě vytvořili.

## Možné pokračování
Fanoušci doufali, že pokud bude Serenity komerčně úspěšný film, mohlo by to vést k obnovení seriálu nebo k filmové sérii. První uvedená možnost byla vždy nepravděpodobná, protože televizní práva k Firefly vlastní nadále Fox a Joss Whedon údajně odmítl pro tuto stanici znovu pracovat (nicméně v letech 2009 a 2010 vytvořil pro Fox seriál Dům loutek). Fanouškovské naděje pro další filmy byly částečně utlumeny podprůměrnými tržbami Serenity z kin. Whedon prohlásil, že pokud by vytvořil nějaký sequel, doufá, že by byl zaměřen na postavu pastora Booka a jeho záhadnou minulost a také na lovce lidí Jubala Earlyho. Uvedl také, že je tu „silná možnost, že by se každá postava mohla do sequelu vrátit“, navzdory úmrtím některých hlavních postav v Serenity.
První větší úvahy o sequelu zveřejnil server IGN Filmforce, který oznámil, že studio Universal vyslovilo zájem o natočení pokračování jako televizního filmu pro Sci-Fi Channel (kanál vlastněným Universalem) a pro případné vydání na DVD. Očekávalo se, že tento televizní sequel by byl podmíněn dobrými výsledky prodeje DVD Serenity. Během roku 2006 však Whedon prohlásil, že o šancích na pokračování pochybuje, a později také na serveru Whedonesque.com uvedl, že na žádném dalším navazujícím filmu nepracuje. V roce 2007 doufal, že by mohla přijít šance při dobrých prodejích sběratelské edice DVD, rovněž v rozhovoru řekl, že o sequelu stále přemýšlí. Na prohlášení Alana Tudyka, že Universal zvažuje díky ziskům z prodeje DVD další film, však reagoval tím, že je to pouze „zbožné přání“.